# جبل كنعان

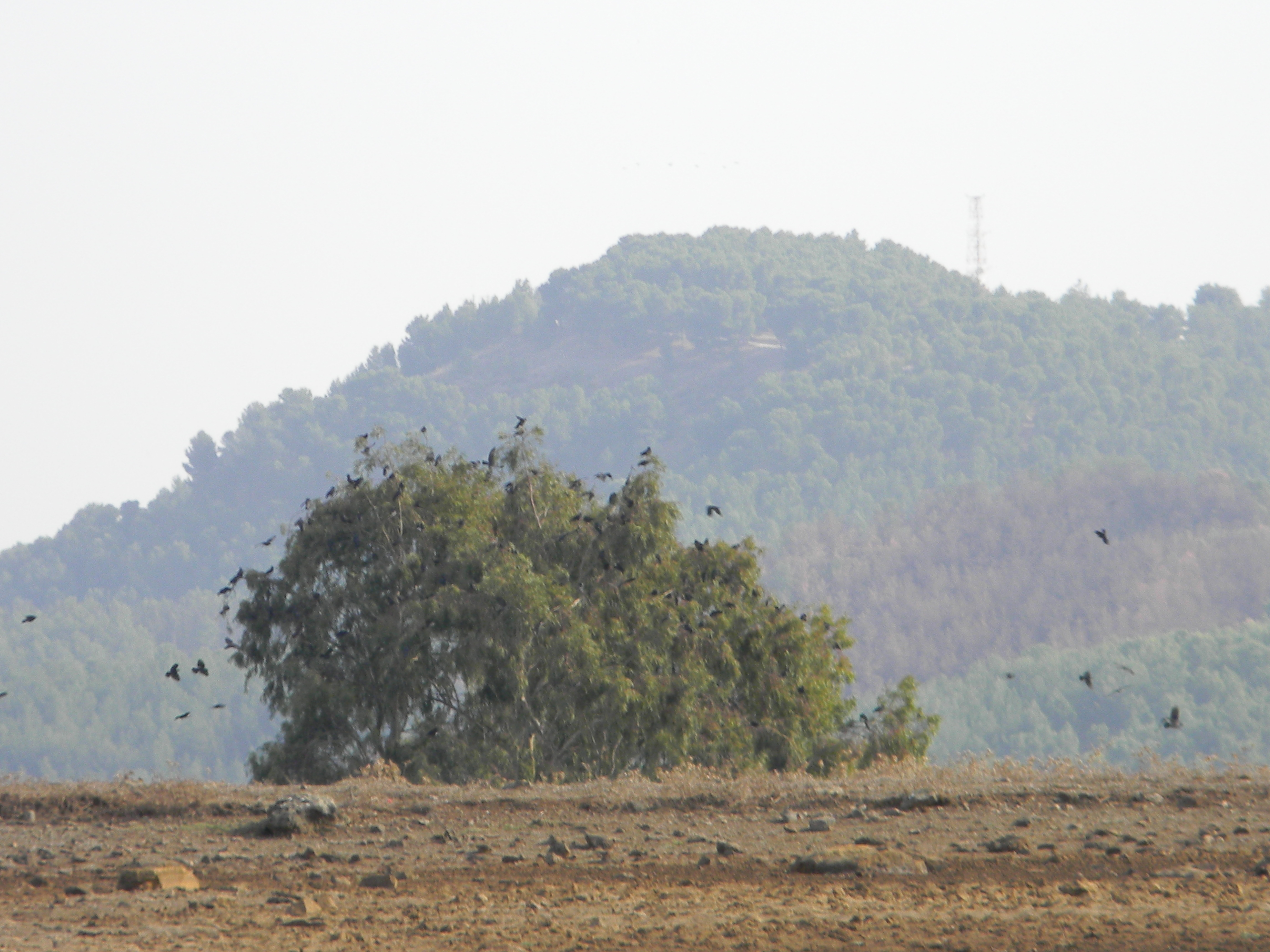
جزء من جبل كنعان

جبل كنعان أحد جبال فلسطين التاريخية في غرب الجليل وقد أقيمت على سفوحه مدينة صفد ويرتفع 841 متر ويوجد للجبل قمتين: الأول يسمى جبل النار وارتفاعه 955 متر فوق مستوى سطح البحر، والثاني ارتفاعه 939 متر. الجبل هو واحد من الكتلتين والجبال الكبرى في الجليل.